# Sonate K. 440
La sonate K. 440 (F.386/L.97) en si bémol majeur est une œuvre pour clavier du compositeur italien Domenico Scarlatti.

## Présentation
La sonate en si bémol majeur K. 440 forme un couple avec la sonate précédente comme un prélude et son menuet. La forme est A–A–B et la découpe est régulière par quatre mesures. Mais Scarlatti termine par une petite coda de cinq mesures tout en arpèges descendants.

## Manuscrits
Le manuscrit principal est le numéro 23 du volume X (Ms. 9781) de Venise (1755), copié pour Maria Barbara ; l'autre est Parme XII 11 (Ms. A. G. 31417). Les autres sources manuscrites sont Münster III 66 (Sant Hs 3966) et Vienne F 14 (VII 28011 F).

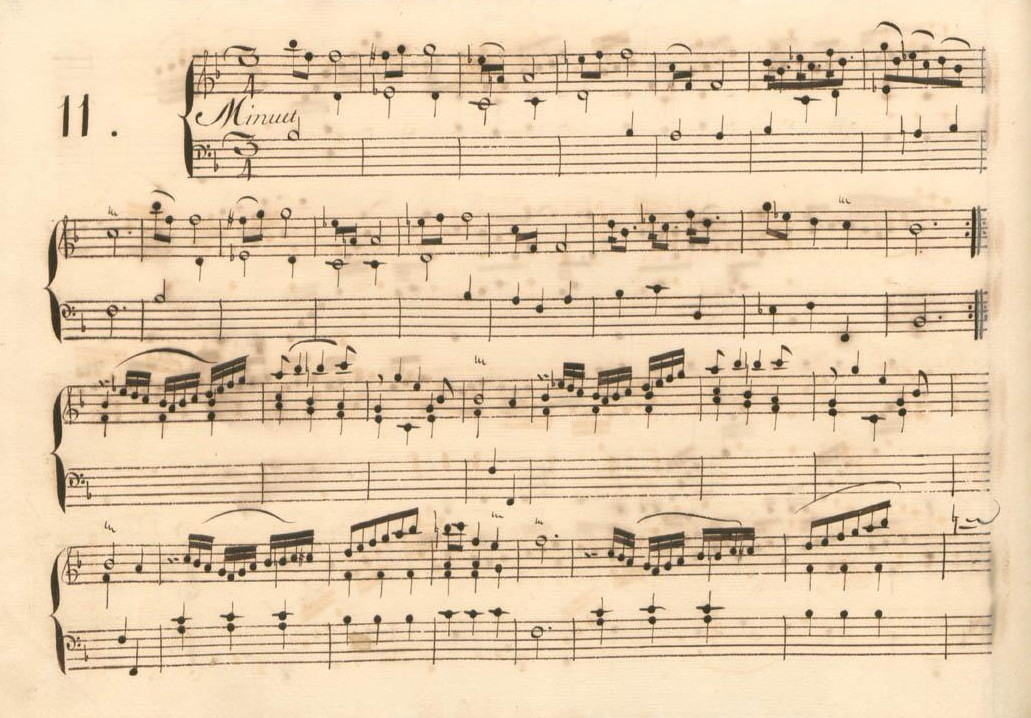
Parme XII 11.
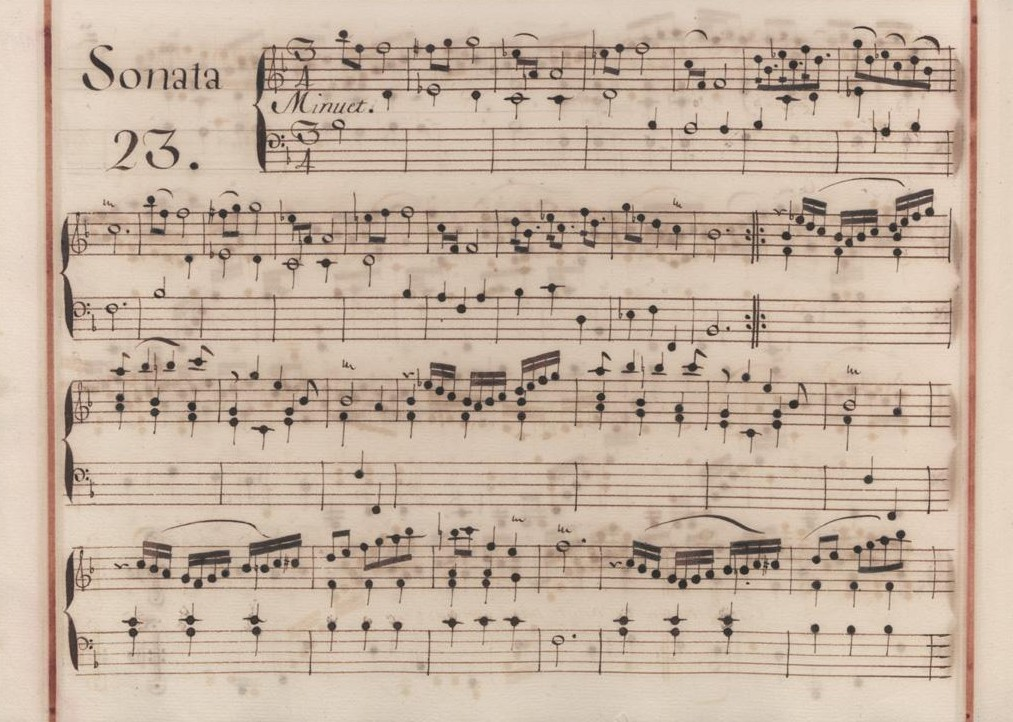
Venise X 23.

## Interprètes
La sonate K. 440 est peu enregistrée. Au piano elle est défendue notamment par Carlo Grante (2005, Music & Arts, vol. 5) et Duanduan Hao (2015, Naxos, vol. 16) ; au clavecin par Scott Ross (Erato, 1985) et Richard Lester (2003, Nimbus, vol. 4).

## Sources
: document utilisé comme source pour la rédaction de cet article.
- Ralph Kirkpatrick (trad. de l'anglais par Dennis Collins), Domenico Scarlatti, Paris, Lattès, coll. « Musique et Musiciens », 1982 (1re éd. 1953 (en)), 493 p. (OCLC 954954205, BNF 34689181), p. 189, 238.
- Alain de Chambure, « Domenico Scarlatti : Intégrale des sonates — Scott Ross », p. 183, Erato (2564-62092-2), 1985 (OCLC 891183737) .